# Jamshedpur Football Club 2019-2020
Questa voce raccoglie le informazioni riguardanti il Jamshedpur nelle competizioni ufficiali della stagione 2019-2020.

## Maglie e sponsor
| Casa | Trasferta | Terza |

## Organigramma societario

### Staff tecnico
- Antonio Iriondo - Allenatore
- Guillermo Fernández  - Vice allenatore
- Ezequiel Gomez Leon  - Allenatore portieri
- Vivek Nigam  - Fisioterapista

## Rosa
| N. |                   | Ruolo | Calciatore          |
| -- | ----------------- | ----- | ------------------- |
| 1  | India (bandiera)  | P     | Subrata Pal         |
| 3  | India (bandiera)  | D     | Augustin Fernandes  |
| 4  | Spagna (bandiera) | D     | Tiri                |
| 5  | India (bandiera)  | D     | Narender Gahlot     |
| 6  | Spagna (bandiera) | C     | Aitor Monroy Rueda  |
| 7  | Spagna (bandiera) | A     | Piti                |
| 8  | India (bandiera)  | C     | Amarjit Singh Kiyam |
| 9  | Spagna (bandiera) | A     | Sergio Castel       |
| 10 | India (bandiera)  | A     | Aniket Jadhav       |
| 11 | Spagna (bandiera) | C     | Noé Acosta          |
| 12 | India (bandiera)  | A     | Sumeet Passi        |
| 13 | India (bandiera)  | P     | Rafique Ali Sardar  |
| 14 | India (bandiera)  | D     | Joyner Lourenco     |

| N. |                    | Ruolo | Calciatore        |
| -- | ------------------ | ----- | ----------------- |
| 15 | India (bandiera)   | C     | Mobashir Rahman   |
| 16 | India (bandiera)   | D     | Robin Gurung      |
| 17 | India (bandiera)   | A     | Farukh Choudhary  |
| 20 | India (bandiera)   | D     | Keegan Pereira    |
| 21 | India (bandiera)   | C     | Bikash Jairu      |
| 22 | Brasile (bandiera) | C     | Memo              |
| 23 | India (bandiera)   | P     | Niraj Kumar       |
| 24 | India (bandiera)   | C     | Isaac Vanmalsawma |
| 25 | India (bandiera)   | P     | Amrit Gope        |
| 27 | India (bandiera)   | D     | Karan Amin        |
| 31 | India (bandiera)   | A     | C.K. Vineeth      |
| 33 | India (bandiera)   | D     | Jitendra Singh    |

## Calciomercato
| Acquisti | Acquisti            | Acquisti                | Acquisti      |
| R.       | Nome                | da                      | Modalità      |
| -------- | ------------------- | ----------------------- | ------------- |
| P        | Subrata Pal         |                         |               |
| P        | Rafique Ali Sardar  |                         |               |
| P        | Niraj Kumar         | Ozone                   | Definitivo    |
| P        | Amrit Gope          | Jamshedpur B            | Definitivo    |
| D        | Augustin Fernandes  | ATK                     | Definitivo    |
| D        | Tiri                |                         |               |
| D        | Joyner Lourenco     | Mumbai City             | Definitivo    |
| D        | Robin Gurung        |                         |               |
| D        | Keegan Pereira      | NorthEast Utd           | Definitivo    |
| D        | Karan Amin          |                         |               |
| D        | Jitendra Singh      |                         |               |
| D        | Narender Gahlot     | Indian Arrows           | Definitivo    |
| C        | Aitor Monroy Rueda  | Internacional de Madrid | Definitivo    |
| C        | Amarjit Singh Kiyam | Indian Arrows           | Fine prestito |
| C        | Noé Acosta          | Larissa                 | Definitivo    |
| C        | Mobashir Rahman     |                         |               |
| C        | Bikash Jairu        |                         |               |
| C        | Memo                |                         |               |
| C        | Isaac Vanmalsawma   | Chennaiyin              | Definitivo    |
| A        | Piti                | Larissa                 | Definitivo    |
| A        | Sergio Castel       | Atlético Madrid B       | Prestito      |
| A        | Aniket Jadhav       | Indian Arrows           | Fine prestito |
| A        | Sumeet Passi        |                         |               |
| A        | Farukh Choudhary    |                         |               |
| A        | C.K. Vineeth        | Kerala Blasters         | Definitivo    |

| Cessioni | Cessioni | Cessioni | Cessioni |
| R.       | Nome     | a        | Modalità |
| -------- | -------- | -------- | -------- |

### Mercato invernale
| Acquisti | Acquisti     | Acquisti   | Acquisti   |
| R.       | Nome         | da         | Modalità   |
| -------- | ------------ | ---------- | ---------- |
| A        | David Grande | Unionistas | Definitivo |

| Cessioni | Cessioni     | Cessioni     | Cessioni   |
| R.       | Nome         | a            | Modalità   |
| -------- | ------------ | ------------ | ---------- |
| A        | Gourav Mukhi | Jamshedpur B | Definitivo |

## Risultati

### Indian Super League
| Arbitro: | A. Rowan |

|                                           |           |                     |
| Rana Gharami 16’ (A.g.) Sergio Castel 85’ | Marcatori | 40’ Aridane Santana |

| Arbitro: | Nagvenkar T. |

|                                                          |           |                  |
| Farukh Choudhary 34’ Aniket Jadhav 62’ Sergio Castel 75’ | Marcatori | 45+1’ Marcelinho |

| Jamshedpur 3 novembre 2019, ore 19:00 UTC+5:30 3ª giornata | Jamshedpur | 0 – 0 referto | Bengaluru | JRD Tata Sports Complex\| Arbitro: \| Crystal J. \| |
| Arbitro:                                                   | Crystal J. |               |           |                                                     |

| Arbitro: | Kumar Gupta R. |

|                                                |           |                          |
| Roy Krishna 57’ (Rig.), Rig.’ Edu García 90+4’ | Marcatori | 85’ (Rig.) Sergio Castel |

| Arbitro: | Venkatesh R. |

|  |           |                   |
|  | Marcatori | 17’ Sergio Castel |

| Arbitro: | Nathan S |

|                   |           |                        |
| Sergio Castel 28’ | Marcatori | 90’ Panagiōtīs Triadīs |

| Arbitro: | Crystal J. |

|                       |           |                     |
| Isaac Vanmalsawma 89’ | Marcatori | 26’ Nerijus Valskis |

| Arbitro: | Al Khudair T. |

|                               |           |                                  |
| Raphaël Bouli 75’, 87’ (Rig.) | Marcatori | 38’ (Rig.) Piti 71’ C.K. Vineeth |

| Arbitro: | Venkatesh R. |

|          |           |                                         |
| Tiri 37’ | Marcatori | 15’ Paulo Machado 57’ Raynier Fernandes |

| Arbitro: | Bakshi R. |

|                            |           |                               |
| Aridane Santana 28’, 45+1’ | Marcatori | 38’ (Rig.) Aitor Monroy Rueda |

| Arbitro: | Dingert C. |

|                                                     |           |                                            |
| Federico Gallego 5’ Redeem Tlang 77’ José Leudo 88’ | Marcatori | 45+1’ David Grande 82’ Noé Acosta 85’ Memo |

| Arbitro: | Saha R. |

|                                    |           |  |
| Erik Paartalu 8’ Sunil Chhetri 63’ | Marcatori |  |

| Arbitro: | Crystal J. |

|                                                                        |           |                                           |
| 39’ Noé Acosta 72’ (Rig.) Sergio Castel 87’ (A.g.) Bartholomew Ogbeche | Marcatori | Raphaël Bouli 11’ Bartholomew Ogbeche 56’ |

| Arbitro: | Bora U. |

|                                                                       |           |                   |
| Nerijus Valskis 13’, 75’ André Schembri 43’ Lallianzuala Chhangte 87’ | Marcatori | 71’ Sergio Castel |

| Arbitro: | Arumughan R. |

|  |           |                                    |
|  | Marcatori | 2’, 75’ Roy Krishna 59’ Edu García |

| Arbitro: | Venkatesh R. |

|                                           |           |                      |
| Amine Chermiti 60’ Bidyananda Singh 90+2’ | Marcatori | 7’ (Rig.) Noé Acosta |

| Arbitro: | Saha R. |

|                     |           |                    |
| Néstor Gordillo 39’ | Marcatori | 90+3’ Sumeet Passi |

| Arbitro: | Aljaafari M. T. |

|  |           |                                                                                   |
|  | Marcatori | 11’ Ferran Corominas 70’, 90’ Hugo Boumous 84’ Jackichand Singh 87’ Mourtada Fall |

### Andamento in campionato
| Giornata  | 1 | 2 | 3 | 4 | 5 | 6 | 7 | 8 | 9 | 10 | 11 | 12 | 13 | 14 | 15 | 16 | 17 | 18 |
| --------- | - | - | - | - | - | - | - | - | - | -- | -- | -- | -- | -- | -- | -- | -- | -- |
| Luogo     | C | C | C | T | T | C | C | C | T | T  | T  | T  | C  | T  | C  | T  | T  | C  |
| Risultato | V | V | N | P | V | N | N | N | P | P  | N  | P  | V  | P  | P  | P  | N  | P  |
| Posizione | 3 | 1 | 1 | 3 | 2 | 2 | 4 | 4 | 4 | 5  | 6  | 6  | 7  | 7  | 7  | 7  | 8  |    |

Legenda:

Luogo: C = Casa; T = Trasferta. Risultato: V = Vittoria; N = Pareggio; P = Sconfitta.

### Durand Cup
| Calcutta 6 agosto 2019, ore 15:00 UTC+5:30 1ª giornata                                                                     | East Bengal | 6 – 0 referto | Jamshedpur | East Bengal Ground |
| \| \| \| \| \| Jaime Santos 5’ (Rig.) Pintu Mahato 31’ Bidyashagar Singh 75’, 80’ Boithang Haokip 90+2’ \| Marcatori \| \| |             |               |            |                    |
| |             |               |            |                    |
| Jaime Santos 5’ (Rig.) Pintu Mahato 31’ Bidyashagar Singh 75’, 80’ Boithang Haokip 90+2’                                   | Marcatori   |               |            |                    |

| Kalyani 9 agosto 2019, ore 15:00 UTC+5:30 2ª giornata                                  | Jamshedpur | 2 – 2 referto                  | Army Red | Kalyani Stadium |
| \| \| \| \| \| Vimal Kumhar 17’, 33’ \| Marcatori \| 4’, 67’ (Rig.) N Suresh Meitei \| |            |                                |          |                 |
|                                                                                        |            |                                |          |                 |
| Vimal Kumhar 17’, 33’                                                                  | Marcatori  | 4’, 67’ (Rig.) N Suresh Meitei |          |                 |

| Calcutta 17 agosto 2019, ore 15:00 UTC+5:30 3ª giornata                                                                                            | Bengaluru | 3 – 3 referto                                  | Jamshedpur | Salt Lake Stadium |
| \| \| \| \| \| Leon Augustine 45’ Suresh Singh Wangjam 90+1’ (Rig.) 90+4’ (Rig.) \| Marcatori \| 1’ Vimal Kumhar 51’ Aakash Dave 80’ Nabin Rana \| |           |                                                |            |                   |
| |           |                                                |            |                   |
| Leon Augustine 45’ Suresh Singh Wangjam 90+1’ (Rig.) 90+4’ (Rig.)                                                                                  | Marcatori | 1’ Vimal Kumhar 51’ Aakash Dave 80’ Nabin Rana |            |                   |

#### Classifica
|  | Pos. | Squadra     | Pt | G | V | N | P | GF | GS | DR |
|  | ---- | ----------- | -- | - | - | - | - | -- | -- | -- |
|  | 1.   | East Bengal | 9  | 3 | 3 | 0 | 0 | 10 | 9  | 1  |
|  | 2.   | Bengaluru   | 2  | 3 | 0 | 2 | 1 | 5  | 6  | -1 |
|  | 3.   | Army Red    | 2  | 3 | 0 | 2 | 1 | 3  | 5  | -2 |
|  | 4.   | Jamshedpur  | 2  | 3 | 0 | 2 | 1 | 5  | 11 | -6 |